# Елвін Комолонг
Елвін Комолонг (нар. 2 листопада 1994, Лае, Папуа Нова Гвінея) — папуаський футболіст, нападник, півзахисник клубу «Норзерн Кентукі Норз» та збірної Папуа Нової Гвінеї.

## Молоді роки та коледж
Перед поверненням до Папуа Нової Гвінеї з шестирічного віку почав займатися футболом в австралійському Брисбені. Допоки сім'я жила в Німеччині з 14-річного віку протягом півтора року Елвін виступав у клубі з Крейсліги Шлезвіг-Гольштейн «ВрФ Еккернферде», в рідному місті для його матері Еккернферде. Після повернення до Папуа Нової Гвінеї Елвін протягом двох років, з 2010 по 2011 роки, виступав за шкільну команду з Порту-Морсбі ФК «Екселленс», яка належала до Футбольної Асоціації Порту-Морсбі. ФК ПОМСОЕ була створена в 2010 році та складалася в переважній більшості з гравців футбольної збірної Папуа Нової Гвінеї U-17. В 2013 році він був запрошений Вінтоном Руфером взяти участь в молодіжному Чемпіонаті світу у складі ФК «Блу Старс», а вже наступного року Вінтон очолив головну збірну Папуа Нової Гвінеї. Комолонг виступав у команді, яка в основному була вкомплектована футболістами з Океанії, та протистояв таким клубам як Манчестер Юнайтед, ФК «Базель», Боруссія (Дортмунд), Торіно, Зеніт (Санкт-Петербург), Грассгоппер, Ботафогу, та пртистояв їм у складі ФК «Блу Старс». Це був перший розіграш турніру, в якому виступав представник від Океанії. Руфер дізнався про комолонга від спеціалістів, які бачили його гру в Окленді. Після завершення освіти в 2013 році він отримав спортивну стипендію в Університеті науки і мистецтв штату Оклахома в Сполучених Штатах Америки. Він також виграв стипендію від Ліскомбського Університету в Нашвіллі (штат Теннессі). Він вирішив перейти до УСАО, щоб мати більше шансів заграти в MLS. Він відіграв один рік за команду коледжу «Дроуерс», протягом якого 3іграв 14 матчів, забив 2 м'ячі та віддав 2 гольові передачі. А його команда завершила сезон в Національній Асоціації Спортсменів Коледжів на підсумковому 11-му місці. У 2014 році Комолонг перейшов до команди Першого дивізіону NCAA «Кентукі Норзерн Юніверситі». Свій перехід він пояснив пошуком кращої атмосфери на футбольному полі та поза його межами. Протягом перших двох сезонів у складі клубу він зіграв 34 поєдинки. В 2015 році головний тренер НКУ Джон Басаліга надав Елвіну відпочинок після того як той виводив з капітанською пов'язкою Збірну Папуа Нової Гвінеї U-23 у кваліфікації до Олімпійських ігор та взяв відпустку в навчанні для того, щоб представляти свою країну. В 2014 році Елвін у складі НКУ брав участь в дводенному турнірі, який організував «Дейтон Флаєрс». Після завершення турніру Комолонг увійшов до символічної збірної найкращих гравців цього ж турніру.

## Клубна кар'єра
Допоки Елвін виступав у команді Національної Соккер Ліги «Беста Юнайтед», він двічі завоював Золоту бутсу найкращого бомбардира національного чемпіонату в сезонах 2011/12 та 2013 років. Під час свого навчання в Лістонському Коледжі в Окленді Комолонг виступав у 2012 році за ФК «Уайтакере Сіті» з Північної ліги (Другий дивізіон національного чемпіонату). Незважаючи на те, що він не був вказаний як нового гравця до початку сезону, він зіграв принаймні два матчі за клуб та забив щонайменше один м'яч. Один м'яч Елвін забив у ворота Мелвілль Юнайтед, але його команда поступилася з рахунком 1:6, варто зазначити, що у складі «Мелвілля» виступали двоє гравців збірної Нової Зеландії Джессі Ейдж і Тайлер Бойд. Під час свого перебування у клубі він також тренувався з молодіжним складом. Елвін повернувся до Папуа Нової Гвінеї на сезон 2014/15 років та підписав контракт з новоствореним ФК «Порт-Морсбі». Того сезону команда фінішувала на другому місці. В 2015 році він залишив ФК «Порт-Морсбі» та приєднався до «Рапатони», а пізніше — до «Маданг Фокс», які також виступали у вищому дивізіоні національного чемпіонату. Протягом свого першого сезону в чемпіонаті він був капітаном команди, того сезону його клуб вийшов до великого фіналу, в якому поступився з рахунком 1:4 «Лае Сіті Двеллерз». А вже наступного сезону до команди приєднався й його брат, Фелікс.
Комолонг також часто отримує пропозиції тренуватися разом з професійними клубами Малайзії.

## Кар'єра в збірній
Комолонг виступав за збірні Папуа Нової Гвінеї U-17, U-20 та U-23. Комолонг був обраний капітаном збірної на матчі Чемпіоншипу ОФК U-17, який проходив у 2011 році. Він також носив капітанську пов'язку збірної ПНГ під час Чемпіоншипу ОФК U-20, який проходив у 2013 році. В команді U-23 він також був капітаном в матчах проти клубів малайзійської Суперліги «Саравак», «Реал Мулія», «Селангор» та інших суперників з ОФК. У липні 2015 року преса назвала Комолонга героєм, завдяки тому, що в додатковий час поєдинку в рамках футбольного турніру на Тихоокеанських іграх 2015 року між Папуа Новою Гвінею та Фіджі він забив переможний м'яч та встановив фінальний рахунок 2:1 на користь папуасів, цей м'яч дозволив збірній ПНГ завоювати бронзові нагороди турніру. Ці нагороди стали першими для збірної ПНГ починаючи з Тихоокеанських ігор 1987 року. Колишній тренер збірної Нової Зеландії, на той час тренер збірної ПНГ U-23 Рікі Герберт сказав наступне:«Це велике досягнення для всього чоловічого футболу. Це не одна окремо взята гра, це початок нової ери. Ми можемо реально змінити тут футбол, і я задоволений цим. Я думаю, що 30 років пройшло з того моменту, коли команда востаннє завоювала медалі плей-оф і хлопці були сьогодні просто фантастичними». Цей турнір також дублював чоловічий Олімпійський Кваліфікаційний Турнір до Літніх Олімпійських ігор 2016 року. Комолонг також був послом ОФК на турнірі в Порт-Морсбі в 2015 році,
 а також взяв відпустку від виступів в університетській команді та від навчання, щоб представляти свою країну. В головній збірній країни Комолонг дебютував у 2015 році. На той час йому виповнилося лише 19 років, таким чином він став наймолодшим на той час футболістом в історії головної футбольної збірної, який отримував до неї виклик. У листопаді 2015 року було оголошено, що він потрапив до списку з 29 футболістів, які були викликані до збірної Папуа Нової Гвінеї для участі у домашньому Кубку націй ОФК 2016 року, який також був кваліфікацією для Кубку конфедерацій 2017 і другим раундом кваліфікації до Чемпіонату світу з футболу 2018 року. У травні 2016 року було оголошено список гравців, яких викликано до збірної, єдиним гравцем, який виступав за межами Папуа Нової Гвінеї став саме Елвін Комолонг. Його дебют у футболці національної збірної відбувся 29 травня в матчі проти Нової Каледонії, матч завершився з нічийним рахунком 1:1, а сам Елвін відіграв на полі 90 хвилин. Він відіграв усі п'ять матчів Папуа Нової Гвінеї у груповому етапі та допоміг збірній виграти цю групу і став вперше в своїй кар'єрі та вперше в історії збірної срібним призером турніру після того, як зазнав поразки від Нової Зеландії в серії післяматчевих пенальті з рахунком 2:4 по пенальті (основний та додатковий час поєдинку завершився нульовою нічиєю). На цьому турнірі головний тренер збірної Папуа Нової Гвінеї Флеммінг Серіцлев поставив Комолонга грати на позицію захисника.
Тільки через декілька днів після завершення турніру, у товариському матчі проти збірної Малайзії, в якому папуаси перемогли з рахунком 2:0, Елвін отримав травму. Він повинен був пропустити до шести тижнів через розрив зв'язки, отже Елвін повернувся в свій колишній клуб «Рапатона» для реабілітації та легких тренувань.

## Особисте життя
Елвін має німецько-папуаське походження. Його батьки — Бірте та Міок Комолонг. Бабусь та дідусь по батьковій лінії, кузени та деякі інші родичі проживають в місті Хуттен, Шлезвіг-Гольштейн. З 14 років Комолонг разом з родиною проживав  протягом півтора року в Німеччині. Він має двох молодших братів, Кусунгу та Фелікса. Фелікс також професійний футболіст, в 2014 році протягом 3-ох тижнів він тренувався разом з бременським «Вердером». Кусунга виступає на позиції голкіпера.

## Титули і досягнення
- Срібний призер Кубка націй ОФК: 2016